# Anita Hegerland
Anita Hegerland, född 3 mars 1961 i Sandefjord, Vestfold fylke, är en norsk sångare och skådespelare.

## Karriär som barn
Anita Hegerland slog igenom som barnstjärna i början av 1970-talet och blev i Sverige känd för sånger som "Mitt sommarlov" och "Trollkarlen Lurifix", båda utgivna 1970 på albumet Anita. "Mitt sommarlov" gick in på Svensktoppen där den låg i elva veckor, varav sju veckor på förstaplats. Hon var då nio år och den yngsta artist som legat på Svensktoppen.
Skivan låg etta på Sveriges Radios försäljningslista Kvällstoppen i fem veckor i september 1970.
Sin största publik fick hon i Tyskland med jättehiten "Schön ist es auf der Welt zu sein" (Då är det skönt att finnas till) tillsammans med Roy Black (1971). Den sålde i över två miljoner exemplar. I samband med detta deltog hon också i tre österrikiska filmer.
Hon har deltagit tre gånger (1971, 1972 och 1983) i den norska uttagningen till Eurovision Song Contest (Norsk Melodi Grand Prix). 1971 kom hon fyra med låten "Gi meg en sebra", 1972 kom hon trea med låten "Happy hippie" tillsammans med Gro Anita Schønn och 1983 kom hon sjua med låten "Å er jeg alene".
Efter en julskiva med Benny Borg 1975 tog Anita Hegerland en paus från musiken och återkom 1980.

## Karriär som vuxen
Anita Hegerland blev presenterad för rockartisten Mike Oldfield efter en av hans konserter i Drammenshallen i Norge 1984. Efter något år ringde han och ville ha henne som förgrundssångerska på specialkomponerade "Pictures in the Dark(en)". De blev ett par och bodde ihop i England 1985–1991. De var aldrig gifta med varandra men fick två barn tillsammans, Greta (född 28 april 1988) och Noah. Hon medverkade på flera av Oldfields album under senare delen av 1980-talet, bland annat Islands och Earth Moving.
Anita Hegerland var så sent som 2006 Norges bäst säljande soloartist genom tiderna med över sex miljoner sålda skivor över hela världen. Dessutom har hon deltagit på samlingsskivor som sålt i över 24 miljoner exemplar.
Hon har också varit sångrösten till flera Walt Disney-filmer.

## Diskografi, urval

### Studioalbum
- 1969 – Trollmannen Lurifiks og mange andre (NorDisc)
- 1970 – Trylletrall (NorDisc)
- 1971 – Fra "Hompetitten" til "Bakvendtland" - Anita synger Alf Prøysens barneviser (Karussell)
- 1971 – Anita (Karussell)
- 1971 – Lillebrors Visor, Polydor
- 1972 – Eine Rose schenk ich dir (med Roy Black, Fischer Chöre och Orchester Hans Bertram) (Polydor)
- 1972 – Fröhliche Weihnachtszeit mit Anita (Polydor)
- 1972 – I drømmens land (Karussell)
- 1973 – Oh Sonnenschein, oh Sonnenschein (Polydor)
- 1973 – Verliebt und froh und heiter (med Roy Black och Fischer Chöre) (Polydor/Stern Musik)
- 1980 – Anita Hegerland (Polydor)
- 1983 – All the Way (CBS)
- 1985 – Flørt (CBS)
- 1994 – Voices (Virgin)
- 2011 – Starfish (Starfish Records)

### EP
- 1969 – Albertino (NorDisc)
- 1971 – Золотом Орфее (Golden Orpheus) (live med Elaine Delmar vid Golden Orpheus Festival 1970, Sunny Beach, Bulgarien)
- 1994 – All Kinds of People

### Singlar
- 1969 – "Du skulle kjøpe deg en tyrolerhatt" / "Det er mammas dag i dag" (med Beefeaters)
- 1969 – "Hvis jeg var en fugl" / "Albertino"
- 1969 – "Pappa'n min og jeg" / "Hesten min"
- 1969 – "Ja, wenn ich einmal groß bin" / "Tingel, tingel, ling, ling"
- 1970 – "En sån dag" / "Mitt sommarlov"
- 1970 – "Sjørøver-Fabbe" / "Adjø, lille Pippi"
- 1970 – "Албертино" (Albertino) / "Птици От Синия Юг" (Birds of the Blue South) (live vid Golden Orpheus(en) Festival 1970, Sunny Beach, Bulgarien)
- 1971 – "Schön ist es auf der Welt zu sein" / "Keine 10 Pferde"
- 1971 – "Det är musik som gör livet kul" / "Pappan min och jag"
- 1971 – "Gi meg en zebra" / "Jeg må få se Festus"
- 1971 – "Papi und Mami" / "Cowboy Susie"
- 1972 – "Da er det skjönt å være til" / "Johnny West" (med Roy Black)
- 1972 – "Kinderwunsch" / "Medley"
- 1972 – "Glück in der Tasche" / "Der frechste Spatz vom Campingplatz"
- 1973 – "Eine Schwalbe macht noch keinen Sommer" / "Wenn mein Daddy Kanzler wär"
- 1973 – "Verliebt und froh und heiter" / "Zeig mir die Welt"
- 1974 – "Nein, ich will noch nicht nach Hause gehen" / "Was man träumt, soll man keinem erzählen"
- 1974 – "En ganske almindelig dag" / "Når jeg fyller 20 år"
- 1974 – "Rosen, Tulpen, Nelken" / "Picknick im Grünen"
- 1975 – "Lille julaftenvise" / "Et eventyr" (med Benny Borg)
- 1976 – "Sag mir" / "Motorrad"
- 1980 – "It's Too Late" / "Mucho Mucho"
- 1980 – "Santa Maria" / "Tammy"
- 1981 – "Jag vill tro dig" / "Mucho Mucho"
- 1982 – "What About Me" / "One Night Standman"
- 1983 – "Your Love, My Goodbye" / "Go Home"
- 1985 – "Kjærlighet" / "More than fascination"
- 1987 – "The Time Has Come" / "Final Extract from the Wind Chimes (Part 2)" (med Mike Oldfield)
- 1994 – "Voices" (maxisingel)
- 1994 – "All Kinds of People" (maxisingel)
- 2002 – "Små blomster" (maxisingel, med Vik Barnekor)
- 2010 – "Jimmy der Bandit" / "Oh Sonnenschein"

### Samlingsalbum
- 1975 – Anitas beste barnesanger (Karussell)
- 2000 – Anitas beste barnesanger (Universal)
- 2010 – Schön ist es auf der Welt zu sein (Koch Universal Music)
- 2015 – 45 År Jahre Years In Music (Starfish Records)

## Filmer
- 1971 – Wenn mein Schätzchen auf die Pauke haut – Anita Kellermann
- 1971 – Rudi, benimm dich – Anita
- 1973 – Alter Kahn und junge Liebe – Anita
- 1974 – Die goldenen Fünfziger
- 1985 – Deilig er fjorden! – Pia
- 1987 – Turnaround – Buff